# Пам'ятник Гринкевичу
Па́м'ятник гва́рдії полко́вникові Фра́нцу Андрі́йовичу Гринке́вичу встановлений на могилі Франца Андрійовича Гринкевича й знаходиться в Ворошиловському районі Донецька, у сквері Театральної площі.
Пам'ятник являє собою танк, встановлений на високому постаменті.
Франц Андрійович Гринкевич командував 32-й гвардійською танковою бригадою, що у вересні 1943 року звільняла Донецьк. В одному з боїв Гринкевич був смертельно поранений і вмер 11 жовтня 1943 року в селі Харкове Запорізької області. Танкісти поховали його в центрі Донецька, на могилі зробили постамент з фотографією свого командира і своїми руками втягли на могилу бойовий танк Т-34 на якому воював Гринкевич. Франц Гринкевич нагороджений трьома орденами Червоної Зірки, Червогоно Прапора і Вітчизняної війни. Останній орден одержав незадовго до своєї смерті.
В 1964 році на могилі з'явилися високий гранітний постамент і мармурові плити з відлитого з металу написом «Вічна слава героям, що впали в боях за волю й незалежність нашої Батьківщини. 1941—1945». Якийсь час на новому постаменті стояв старий танк, але потім він був замінений на більше сучасний танк Т-34-85, а бойовий танк Гринкевича перемістили у двір Краєзнавчого музею, що тоді розташовувався в одному будинку з Бібліотекою імені Крупської. В 1972 році танк разом з музеєм переїхав в інше місце й до 2010 року стояв перед фасадом краєзнавчого музею, що виходить на вулицю Челюскінців. У 2010 році танк був відправлений на майданчик військової техніки до монумента «Твоїм визволителям, Донбас». Співробітники музею влаштували врочисті проводи танку під «Прощання слов'янки».

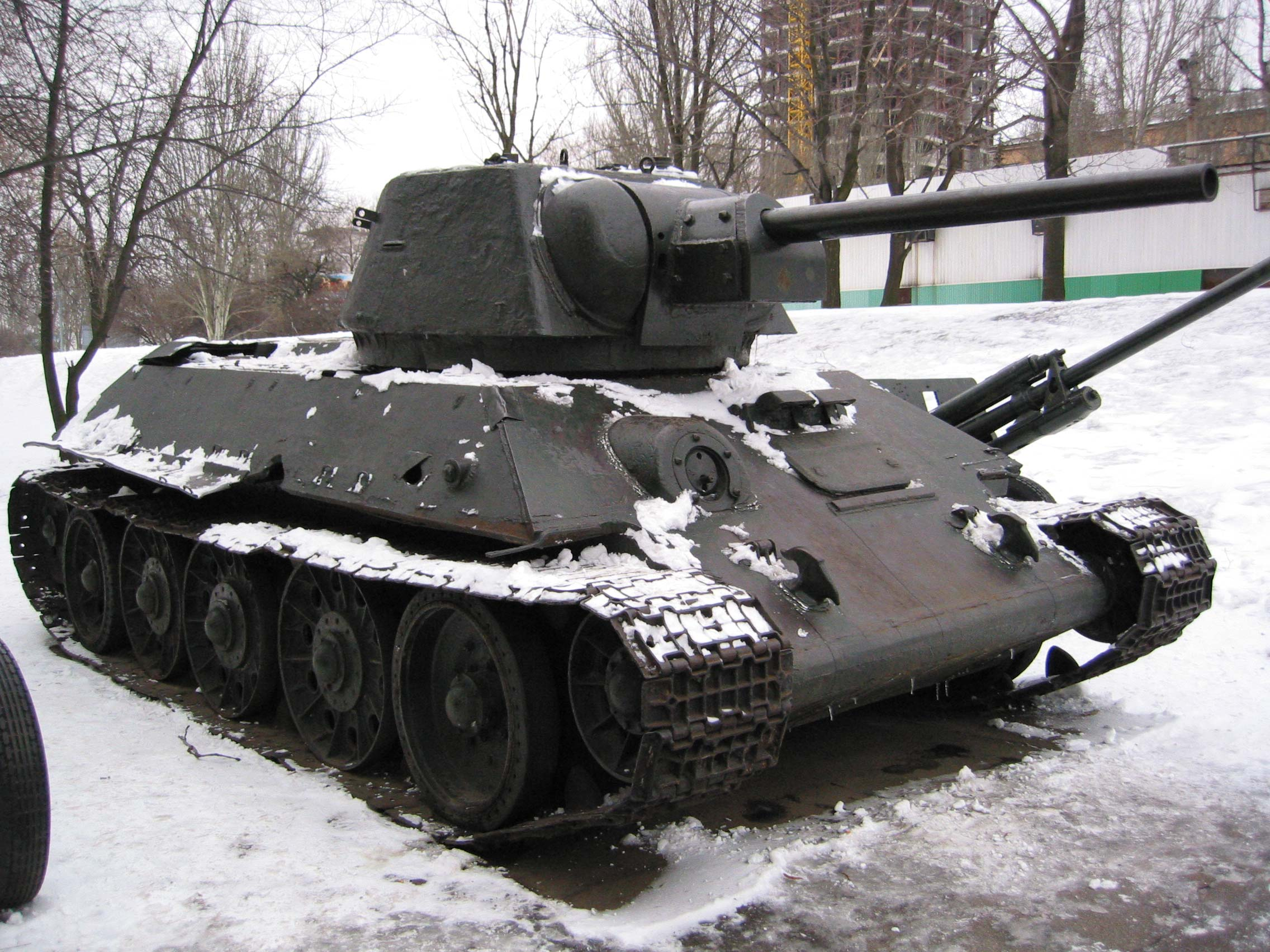
Т-34 Гринкевича біля краєзнавчого музею
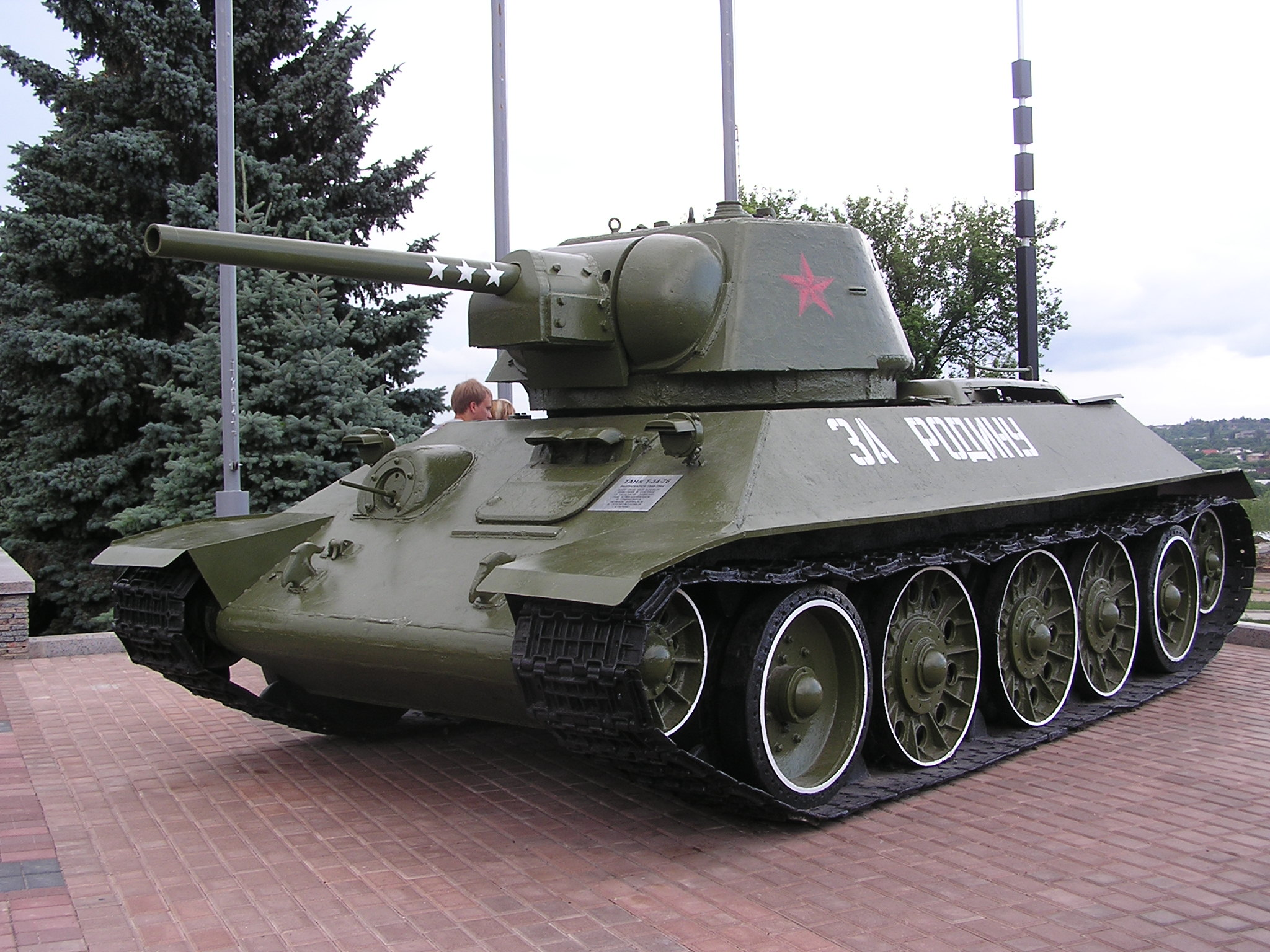
Т-34 Гринкевича на майданчику біля монумента "Твоїм визволителям, Донбас".

На міських святкових заходах присвячених Дню Перемоги до пам'ятника Гринкевичу покладають квіти. У Донецьку ім'ям Гринкевича, крім того ще названий проспект.
У цьому ж сквері знаходиться пам'ятник іншому визволителеві Донбасу — генерал-лейтенанту Кузьмі Акимовичу Гурову.